# Skellig Michael
Skellig Michael (från iriskans Sceilig Mhichíl, betyder Mikaels berg), även känd som Great Skellig, är ett av de mer kända men minst besöksvänliga medeltida klostren, uppfört år 588 på den branta bergön med samma namn. Platsen ligger omkring 12 km från kusten i grevskapet Kerry, Irland.
1996 blev Skellig Michael uppsatt på Unescos världsarvslista.
På grund av sitt extrema läge har Skellig Michael tills alldeles nyligen avskräckt besökare, platsen är exceptionellt välbevarad. Den spartanska insidan av klostret illustrerar den asketiska livsstil som praktiserades av tidiga kristna på Irland. Munkarna bodde i små stenhus (clochan), byggda högt upp på i det närmaste vertikala klippväggar.
Skellig Michael överlevde en vikingaräd år 823 och utökades i början av 1000-talet med ett nytt kapell. Klostret övergavs omkring ett århundrade efter det. I början av 1500-talet blev Skellig Michael ett populärt besöksmål för pilgrimer, men hade då ingen permanent befolkning. År 1826 byggdes ett fyrtorn på ön. År 1986 gjordes en del restaureringsarbeten och en officiell turistbyrå knuten till ön öppnades. Nyligen har dock besöksrestriktioner införts, då man ansåg att de många turisterna orsakade oroande mycket skador på platsen. Alternativa metoder för att bevara platsen samtidigt som man tillåter allmänna besök har övervägts.

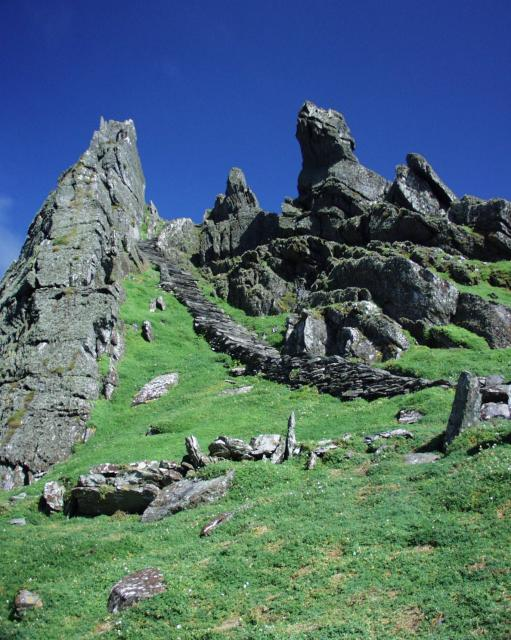
Trappan
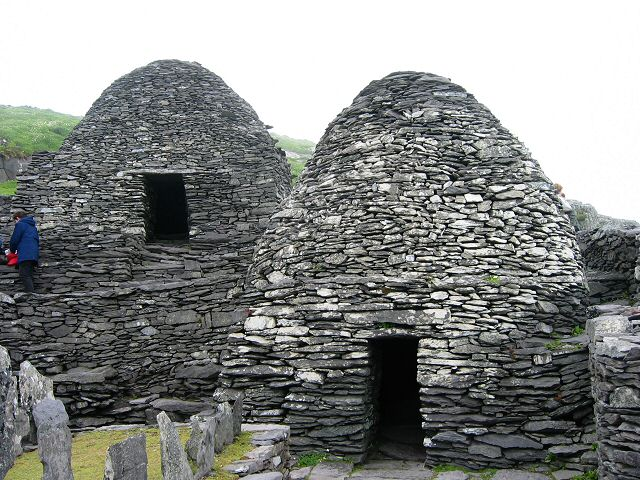
Stugor

## Populärkultur
2015 användes Skellig Michael för slutscenen i Star Wars: The Force Awakens. Ön användes även för scener i uppföljaren Star Wars: The Last Jedi.